# Tatsuomi Koishi
Tatsuomi Koishi (小石 龍臣 Koishi Tatsuomi?), född 22 augusti 1977 i Saga prefektur, är en japansk före detta fotbollsspelare.
Koishi började sin karriär 2000 i Sagan Tosu. Han spelade 141 ligamatcher för klubben. 2006 flyttade han till ALO's Hokuriku. Han avslutade karriären 2006.